# العلاقات التشادية السورية
العلاقات التشادية السورية هي العلاقات الثنائية التي تجمع بين تشاد وسوريا.

## مقارنة بين البلدين
هذه مقارنة عامة ومرجعية للدولتين:
| وجه المقارنة                                              | تشاد                          | سوريا                    |
| --------------------------------------------------------- | ----------------------------- | ------------------------ |
| المساحة (كم2)                                             | 1.28 مليون                    | 185.18 ألف               |
| عدد السكان (نسمة)                                         | 15.23 مليون                   | 18.27 مليون              |
| الكثافة السكانية (ن./كم²)                                 | 11.9                          | 98.66                    |
| العاصمة                                                   | انجمينا                       | دمشق                     |
| اللغة الرسمية                                             | اللغة الفرنسية، اللغة العربية | اللغة العربية            |
| العملة                                                    | فرنك وسط أفريقي               | ليرة سورية               |
| الناتج المحلي الإجمالي (بليون دولار)                      | 9.98 مليار                    | 60.20 مليار              |
| الناتج المحلي الإجمالي (تعادل القوة الشرائية) بليون دولار | 30.54 مليار                   |                          |
| الناتج المحلي الإجمالي الاسمي للفرد دولار أمريكي          | 775                           |                          |
| الناتج المحلي الإجمالي للفرد دولار أمريكي                 | 2.18 ألف                      |                          |
| مؤشر التنمية البشرية                                      | 0.392                         | 0.594                    |
| رمز المكالمات الدولي                                      | +235                          | +963                     |
| رمز الإنترنت                                              | .td                           | .sy                      |
| المنطقة الزمنية                                           | ت ع م+01:00                   | ت ع م+02:00، ت ع م+03:00 |

## منظمات دولية مشتركة
يشترك البلدان في عضوية مجموعة من المنظمات الدولية، منها:
| علم المنظمة | اسم المنظمة                               | تاريخ انضمام تشاد | تاريخ انضمام سوريا |
| ----------- | ----------------------------------------- | ----------------- | ------------------ |
|             | مؤسسة التنمية الدولية                     | 7 نوفمبر 1963     | 28 يونيو 1962      |
|             | يونسكو                                    | 19 ديسمبر 1960    | 16 نوفمبر 1946     |
|             | وكالة ضمان الاستثمار متعدد الأطراف        | 11 يونيو 2002     | 14 مايو 2002       |
|             | الأمم المتحدة                             | 20 سبتمبر 1960    | 24 أكتوبر 1945     |
|             | الاتحاد البريدي العالمي                   | ?                 | ?                  |
|             | البنك الدولي للإنشاء والتعمير             | 10 يوليو 1963     | 10 أبريل 1947      |
|             | منظمة التعاون الإسلامي                    | ?                 | 1972               |
|             | منظمة حظر الأسلحة الكيميائية              | ?                 | ?                  |
|             | الاتحاد الدولي للاتصالات                  | 25 نوفمبر 1960    | 12 يناير 1924      |
|             | مؤسسة التمويل الدولية                     | 2 أبريل 1998      | 28 يونيو 1962      |
|             | المركز الدولي لتسوية المنازعات الاستشارية | 14 أكتوبر 1966    | 24 فبراير 2006     |
|             | منظمة الشرطة الجنائية الدولية             | ?                 | ?                  |